# Kolonie Natal
Die Kolonie Natal (Betonung auf der zweiten Silbe) war eine britische Kolonie im Süden Afrikas. Am 4. Mai 1843 annektierten die Briten die von burischen Siedlern gegründete Republik Natalia und erklärten das Gebiet zum Teil der Kapkolonie. 1856 wurde Natal eigenständige Kolonie, Hauptstadt war Pietermaritzburg. Von Natal aus wurde nach dem Zulukrieg 1879 auch das Königreich Zululand verwaltet. Im Jahre 1897 erfolgte die endgültige Angliederung Zululands an Natal, wodurch die Kolonie auf etwa das Doppelte der ursprünglichen Größe anwuchs.

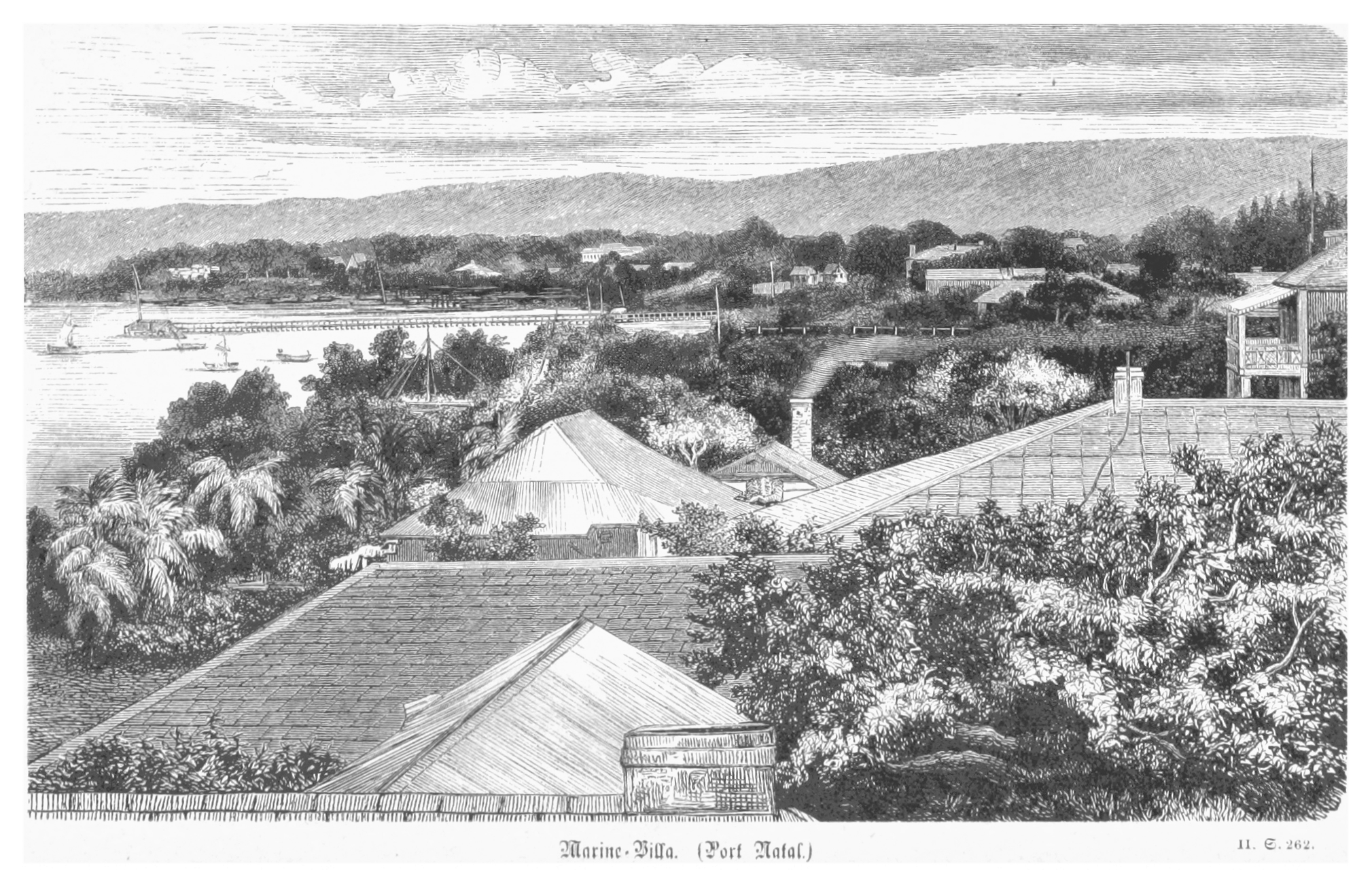
Blick über die Sandy Bay und The Point zur Bluff-Halbinsel (1878)

Die Wirtschaft der Kolonie basierte hauptsächlich auf dem Anbau von Zuckerrohr, der über den Hafen Durban exportiert wurde. Da sich die einheimische Bevölkerung weigerte, auf den Zuckerrohrplantagen zu arbeiten, wurden ab 1860 in großem Umfang Arbeiter aus Britisch-Indien angeworben. Die indischstämmige Bevölkerung übertraf schon in den 1890er Jahren die Zahl der europäischen, darunter auch deutschstämmige Siedler. Heute existiert in Durban die größte indischstämmige Gemeinschaft einer Stadt außerhalb Indiens.
Zur Erforschung der geologischen Verhältnisse und der Bodenschätze errichtete die Regierung 1901 den Geological Survey of Natal and Zululand.
1910 wurde Natal mit der Kapkolonie, der Oranjefluss-Kolonie und der Transvaal-Kolonie zur Südafrikanischen Union vereinigt und bildete fortan die Provinz Natal (seit 1994 KwaZulu-Natal) in Südafrika.